# Schweizer SGS 2-32
Die Schweizer SGS 2-32 ist ein US-amerikanisches Segelflugzeug der Firma Schweizer Aircraft Corporation. Es ist zurzeit das einzige dreisitzige Segelflugzeug der Welt, jedoch nicht in Deutschland zugelassen.

## Geschichte
Die SGS 2-32 wurde als Leistungssegelflugzeug konzipiert und stellte mehrere Höhen- und Streckenrekorde auf. Wie der erfolgreiche L-13 Blanik, ebenfalls in Metallbauweise, stammt die SGS 2-32 aus der kurzen Übergangsphase von der Holz- oder Gemischtbauweise zur Kunststoffbauweise.
Durch die Fähigkeit, zwei Passagiere zu transportieren, wurde die SGS 2-32 für kommerzielle Gastflüge sehr populär. Die Zuladung der hinteren Sitzplätze ist auf je 68 kg beschränkt. Mit eingeschränktem Startgewicht ist die SGS 2-32 kunstflugtauglich.

## Weiterentwicklungen
Die SGS 2-32 stellt die Grundlage für einige Weiterentwicklungen dar. Bekannt sind vor allem die Lockheed YO-3A, ein besonders leises Aufklärungsflugzeug und die LTV L450F. Daneben entwickelten einige andere Unternehmen weitere motorisierte Varianten.

## Konstruktion
Die SGS 2-32 ist ein freitragender Mitteldecker mit einholmigen metallbeplankten Ganzmetalltragflächen. Die Querruder sind stoffbespannt. Zur Geschwindigkeitsbegrenzung sind über und unter den Tragflächen Luftbremsen installiert. Der Rumpf ist eine Ganzmetall-Schalenkonstruktion mit einem als Pendelruder ausgebildeten Höhenruder und stoffbespannten Steuerflächen. Das Einradfahrwerk mit einer zusätzlichen Kufe ist nicht einziehbar.  

## Technische Daten
| Kenngröße               | Daten                                                                  |
| ----------------------- | ---------------------------------------------------------------------- |
| Besatzung               | 1 Pilot, 1 oder 2 Passagiere                                           |
| Länge                   | 8,15 m                                                                 |
| Spannweite              | 17,37 m                                                                |
| Höhe                    | 1,22 m (Rumpf)                                                         |
| Flügelfläche            | 16,7 m²                                                                |
| Flügelstreckung         | 18,05                                                                  |
| Flächenbelastung        | ca. 26-36 kg/m²                                                        |
| Profil                  | NACA 63³A-618 Flügelwurzel NACA 633618 Mitte NACA 43 012A Flügelspitze |
| Gleitzahl               | 33–35 bei 85–100 km/h                                                  |
| Geringstes Sinken       | 0,7–0,8 m/s bei 80–85 km/h                                             |
| Leermasse               | ca. 377 kg                                                             |
| Startmasse              | max. 649 kg (oder 608 kg für Kunstflug)                                |
| Höchstgeschwindigkeit   | 252 km/h                                                               |
| Manövergeschwindigkeit  | 159 km/h                                                               |
| Überziehgeschwindigkeit | 74 km/h                                                                |

Durch die große Gewichtsspanne findet man auch starke Abweichungen in den Flugleistungen.